# فرنسيسكو كارلوس غونزاليس كابريرا
فرنسيسكو كارلوس غونزاليس كابريرا (بالإسبانية: Francisco Carlos González Cabrera)‏ هو لاعب كرة قدم إسباني في مركز نصف الجناح، ولد في 20 مايو 1997 في سانتا لوثيا دي تيراخانا في إسبانيا. لعب مع نادي لاس بالماس.

## وصلات خارجية
- فرنسيسكو كارلوس غونزاليس كابريرا على موقع قاعدة بيانات كرة القدم.إي يو (الإنجليزية)
- فرنسيسكو كارلوس غونزاليس كابريرا على موقع قاعدة بيانات كرة القدم.إي يو (الإنجليزية)
- فرنسيسكو كارلوس غونزاليس كابريرا على موقع Soccerway.com (الإنجليزية)
- فرنسيسكو كارلوس غونزاليس كابريرا على موقع AS.com (الإسبانية)